# Espinho (Braga)
Espinho es una freguesia portuguesa perteneciente al municipio de Braga. Posee un área de 4,99 km² y una población total de 1 334 habitantes (2001). La densidad poblacional asciende a 267,3 hab/km².
- Datos: Q1368251
- Multimedia: Espinho (Braga) / Q1368251